# Каракол (Усть-Канський район)
Каракол (рос. Каракол) — село Усть-Канського району, Республіка Алтай Росії. Входить до складу Чорноануйського сільського поселення.
Населення — 145 осіб (2015 рік).